# Kamjanka (hromada Popilnia)
Kamjanka (ukr. Кам'янка) – wieś na Ukrainie, w obwodzie żytomierskim, w rejonie żytomierskim, w hromadzie Popilnia. W 2001 liczyła 759 mieszkańców.